# Gunnar Jansson (lekkoatleta)
Gunnar Jansson (ur. 13 października 1897 w Fellingsbro w gminie Lindesberg, zm. 15 grudnia 1953 w Eskilstunie) – szwedzki lekkoatleta, młociarz, medalista mistrzostw Europy z 1934.
Zajął 7. miejsce w rzucie młotem na igrzyskach olimpijskich w 1932 w Los Angeles.
Zdobył brązowy medal w tej konkurencji na pierwszych mistrzostwach Europy w 1934 w Turynie, przegrywając jedynie z Ville Pörhölą z Finlandii i Fernando Vandellim z Włoch. Na igrzyskach olimpijskich w 1936 w Berlinie zajął 12. miejsce.
Był mistrzem Szwecji w rzucie młotem w latach 1931, 1933–1935 i 1937 oraz w rzucie ciężarem w latach 1929–1931, 1933–1935, 1937 i 1938. Jego rekord życiowy w rzucie młotem wynosił 53,41 m (ustanowiony 14 września 1935 w Malmö).